# Carpegna
Carpegna è un comune italiano di 1 709 abitanti della provincia di Pesaro e Urbino nelle Marche. Fa parte della regione storico-geografica del Montefeltro.

## Geografia fisica
Il paese si stende in longitudine lungo le pendici meridionali dell'omonimo monte, a 748 m s.l.m., ed è una stazione climatica frequentata in estate per il clima mite e asciutto.
Il territorio comunale include due exclave: Palazzaccio, compresa tra i comuni di Borgo Pace (PU) e Sestino (AR), e Torre Fossati, compresa tra i comuni di Belforte all'Isauro (PU), Mercatello sul Metauro (PU), Sant'Angelo in Vado (PU) e Sestino (AR).
Il territorio del comune è interessato dal Parco naturale regionale del Sasso Simone e Simoncello di cui è la sede capoluogo.

## Origini del nome
Il nome deriva probabilmente dal latino silva carpinea, ovvero "bosco di carpini". Il carpino, sia bianco sia nero, è infatti un albero molto diffuso nei boschi di Carpegna.
Lo stesso termine indica la montagna su cui poggia il paese (Monte Carpegna), il territorio circostante e un'antica dinastia (i conti, dal 1685 principi di Carpegna) che condivide la stessa origine dei conti di Montefeltro e dei duchi di Urbino.
Come conosciuto, alcune ricerche fatte portano inoltre a possibili origini storiche per il nome di questa cittadina del Montefeltro, la più diffusa è quella secondo cui il nome risalirebbe per assonanza al generale barbaro al seguito di Odoacre, chiamato Armileone Carpineo. Recenti ricerche, invece, stanno aprendo la strada alla interessante teoria per cui il nome possa avere una origine diversa, ma sempre figlia di avvenimenti storici. Infatti dei recenti ritrovamenti di alcune monete, nello specifico sesterzi di età imperiale coniati durante il regno di Gordiano III nel III secolo, fanno propendere per l'ipotesi che il nome derivi dalla popolazione dei Carpi che si insediarono in questi luoghi a seguito della Vittoria Carpica di Filippo l'Arabo, Carpicus Maximus successore di Gordiano.

## Storia
Le origini documentate dei conti di Carpegna rimontano al principio del XIII secolo. Si tratta di una famiglia di signori di castelli, detentrice in origine della giurisdizione sull'intero territorio della pieve di Carpegna, con cospicui interessi politici e patrimoniali in Italia centrale. Durante l'età moderna, i Carpegna, come molte altre casate, rielaborarono la propria genealogia, facendola rimontare ad epoche remote: il loro fondatore sarebbe stato un Caio Arpineo, luogotenente di Giulio Cesare nel 49 a.C., oppure un Armileone Carpineo, che nel 466 avrebbe ricevuto in dono, per i servigi prestati ad Odoacre, il dominio sul monte che prenderà il suo nome. Grande peso storiografico avrebbe poi avuto una pretesa bolla imperiale del 962, attribuibile in realtà al noto falsario Alfonso Ceccarelli di Bevagna, con la quale l'imperatore Ottone I avrebbe confermato a un conte Ulderico di Carpegna i propri domini, concedendogliene anche molti altri.
Le giurisdizioni dei conti di Carpegna, situate tra il Montefeltro, la Massa Trabaria e l'alta Valtiberina, a cavallo della dorsale appenninica tra Umbria, Toscana, Marche e Romagna, arrivarono nel medioevo a comprendere alcune decine di castelli. In età moderna erano costituite da otto castelli, di cui quattro erano compresi nella contea di Carpegna e altri quattro nel principato di Scavolino. Si trattava di feudi Imperiali, cioè di territori praticamente indipendenti, autonomi dagli stati confinanti (lo Stato Pontificio, il Ducato di Urbino  - a vantaggio del quale erano andati diversi castelli prima dipendenti dai Carpegna - e il Granducato di Toscana). Questi feudi imperiali di Carpegna rimasero in vita fino al 1819, quando furono devoluti al Papa.
Nel 1463 alla morte del conte Francesco, gli eredi si dividono i possessi della contea, originando le due linee dei Conti di Carpegna di Castellaccia e di Carpegna di Scavolino-Gattara. Nel 1670 il cardinale Gaspare (1625-1714), divenuto molto influente nella corte romana, riesce a vedersi riconoscere per la contea avìta notevole autonomia. Erige come sua sede oltre il palazzo a Roma, una imponente residenza nel paese. La contea ha così un mulino per la produzione di polvere da sparo che le incrementa notevoli entrate, riceve il privilegio papale di commerciare il sale acquistato a Rimini allo stesso prezzo di ogni altro stato sovrano, incrementando così il commercio del sale e di altre mercanzie tra la costa riminese e la Toscana. I conti si accordano con la vicina Repubblica di San Marino che, a grazie ai loro privilegi presso la corte papale, riesce a mantenere una propria effettiva indipendenza anche se mai rivendicata espressamente.
Il nipote Francesco X Maria è tuttavia, privo di discendenza maschile e nomina suo erede il nipote Antonio, nato dal matrimonio della figlia Maria Laura con il marchese Mario Gabrielli. Ma l'imperatore Francesco I di Lorena, in qualità di granduca di Toscana vuole far rispettare l'accordo del 1490 con Firenze, ove si sanciva il trasferimento della sovranità sulla contea alla Repubblica fiorentina in caso di estinzione maschile della famiglia. Così il 10 giugno 1749 108 soldati toscani invadono Carpegna. Ma presto la Francia prende le parti della Chiesa che protesta contro l'aggressione verso i territori da lei rivendicati a cui si affiancano anche il regno di Sardegna e la Spagna per sostenere l'autonomia del feudo. L'imperatore, trovatosi diplomaticamente isolato, dopo qualche anno di incertezze, ritira le sue truppe nel 1754 e il conte Antonio di Carpegna Gabrielli diviene l'effettivo possessore della contea fino all'espropriazione napoleonica del 1807.
Temporaneamente riacquistata nel 1814, la contea è definitivamente ceduta alla Chiesa dopo notevoli pressioni e minacce da parte della corte pontificia.

## Monumenti e luoghi d'interesse

### Palazzo dei Principi

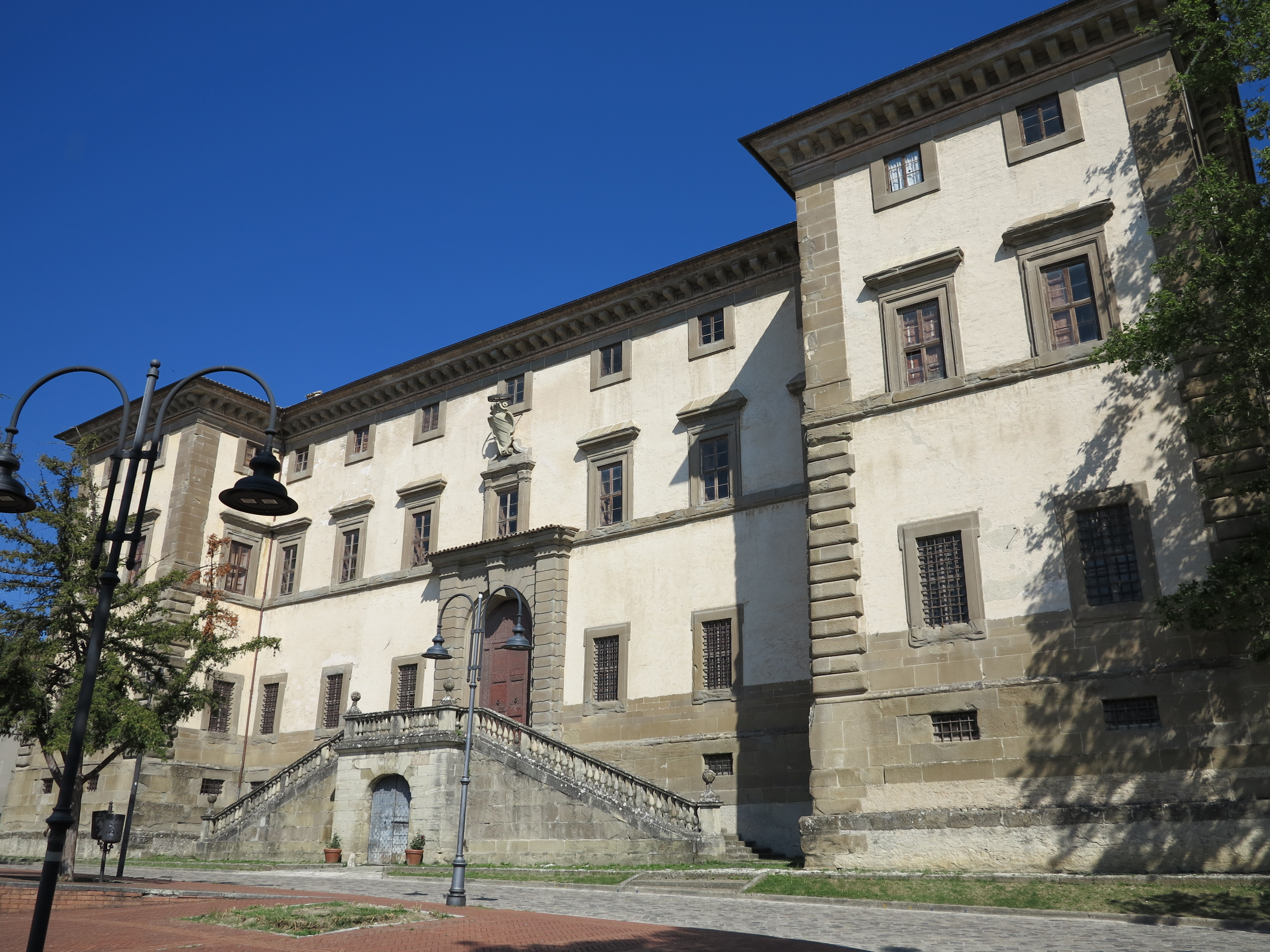
Carpegna, Palazzo Carpegna

Al centro del paese si erge imponente il Palazzo dei Principi di Carpegna Falconieri, progettato dall'architetto romano Giovanni Antonio De' Rossi per il cardinale Gaspare di Carpegna. Il palazzo, iniziato nel 1675 e terminato dopo oltre venti anni, è ispirato alle ville fortificate di matrice fiorentina e alle grandi residenze signorili della campagna romana. È tuttora abitato dai discendenti della millenaria famiglia ed è rimasto pressoché intatto dopo oltre 300 anni, un incendio e qualche forte scossa di terremoto (1781).

### L'Antica Fontana
Di fianco al Palazzo si trova una fontana costituita da un antico sepolcro ricavato da un monolito calcareo, venuto alla luce secoli addietro e tuttora non datato, che conteneva al suo interno il corpo di un misterioso e gigantesco guerriero con elmo e spada. Il coperchio, ricco d'antichi caratteri intagliati, è andato perduto nel corso dei secoli.

### Pieve di San Giovanni Battista

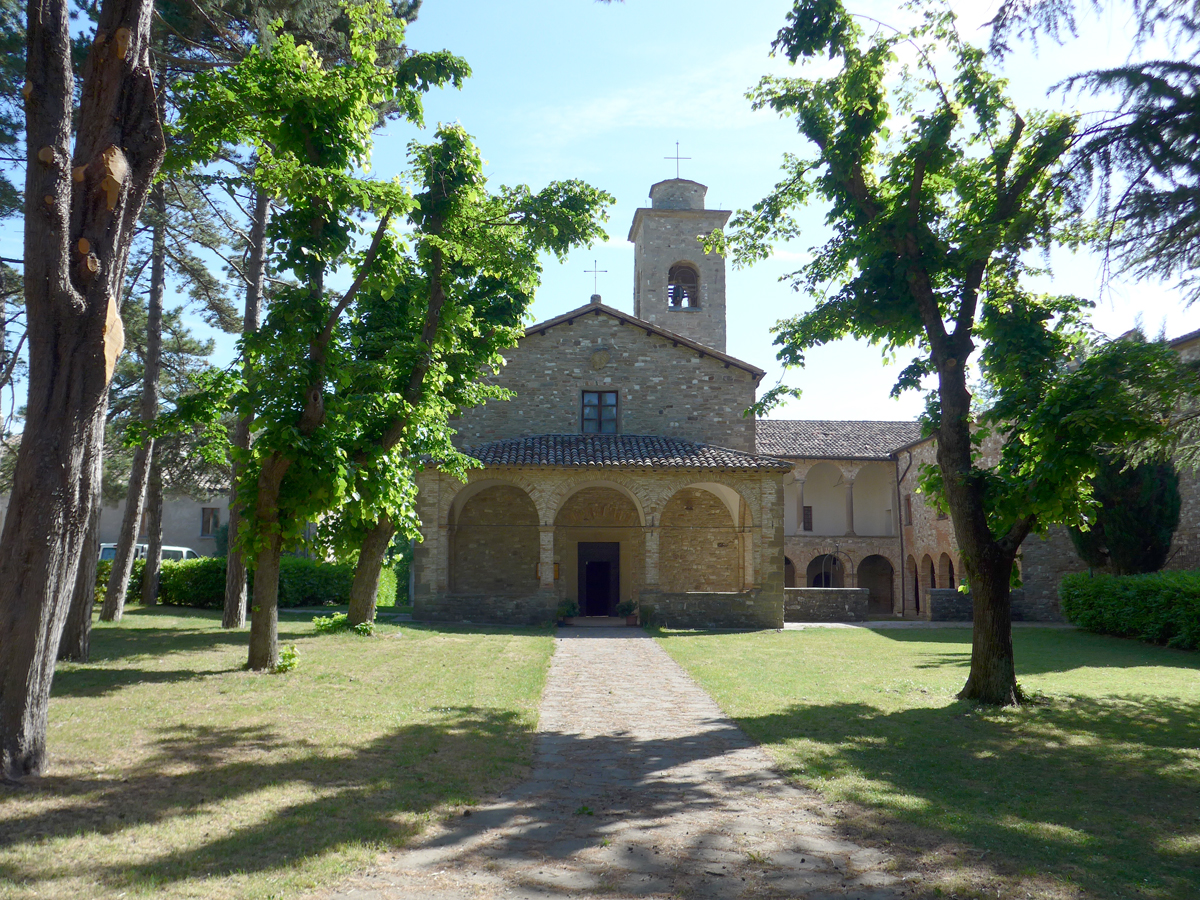
Carpegna, Pieve di San Giovanni Battista

A poco più di due chilometri dal centro del paese e al confine con il comune di Frontino troviamo la Pieve romanica di San Giovanni Battista.

Risalente al XII secolo, la chiesa conserva dello stile romanico la forma anche se le ristrutturazioni eseguite nel corso dei secoli hanno modificato profondamente l'aspetto originario.

### Geoteca della Vallata di Carpegna
Inaugurata nel 2006 si tratta di una collezione di fossili e minerali raccolti nella vallata, collocata nel Giardino di Mezzanotte, nel centro del paese, di fronte al Palazzo dei Principi.
La maggior parte dei fossili esposti sono stati donati al Comune dallo storico Francesco Vittorio Lombardi. La struttura è stata realizzata restaurand l'antico lavatoio risalente al Seicento. L’esposizione è accompagnata da quattro grandi pannelli dipinti dall’artista Leonardo Bollini, che illustrano la particolare storia geologica di questa vallata.
“Nessun luogo al mondo in un diametro territoriale di soli cinque chilometri, come è questa cerchia appenninica, presenta tante varietà geologiche (ne sono state registrate ben 25), che qui si sono concentrate nel corso di milioni di anni, lasciando testimonianze concrete di fossili e di minerali", sostiene lo storico Francesco Vittorio Lombardi.
Rispetto ad altre zone questa valle è geologicamente “recente”. È emersa dal mare solo da 6 a 2 milioni di anni fa. Alcune sue rocce sono molto più antiche e sono venute da lontano. Quando in altri continenti i dinosauri si erano estinti già da almeno 10 milioni di anni, la placca del Monte Carpegna si stava ancora stratificando sotto l’attuale Mar Ligure (circa 55 m.a.) e il Sasso Simone si stava ancora depositando sotto l’attuale Mar Tirreno (circa 17 m.a.).
Poi, a seguito di un cataclisma, scivolarono a ondate verso Oriente, dove c’era la “Fossa Adriatica”, via via fino a 6,5 milioni di anni fa. Qui si fermarono ed emersero per la spinta sotterranea che provocò il generale sollevamento dell’Appennino.

### Museo dei Borghi
Il museo trova posto all’interno della chiesetta sconsacrata di S. Maria della Misericordia, o della Pietà, di Castacciaro di Carpegna, un piccolo edificio edificato per volere del cardinale Gaspare di Carpegna sul finire del XVII secolo.
Al suo interno, grazie agli oggetti-simbolo, alle fotografie ed ai dipinti esposti è possibile scoprire le peculiarità dell'ambiente rurale, delle attività e della vita contadina dei quindici borghi di Carpegna, anche grazie ad un plastico posizionato al centro dell’edificio.
All'interno si possono trovare anche una rara campana trecentesca e pietre lavorate rinvenute durante il restauro e provenienti dalla Rocca Antica.

### Il Cippo di Carpegna
Situato circa a metà strada tra l'abitato di Carpegna e la vetta del monte, il Cippo del Monte Carpegna prende il nome dal monumento eretto in memoria di Sandro Italico Mussolini, nipote di Benito Mussolini prematuramente scomparso di leucemia a 20 anni.
Sempre in località Cippo, ultimo luogo aperto al traffico, è presente il Museo della Pineta, ricavato da una ex-casa forestale, in cui è possibile osservare, ascoltare e toccare i "segni" caratteristici della bosco che ricopre il monte Carpegna: registrazioni audio dei versi degli animali selvatici, segni distintivi degli animali che popolano il bosco, stratigrafia delle piante e tante altre piccole curiosità.
In questo luogo si può trovare un'opera dell'artista locale Francesco Maria Tigli, un monumento celebrativo a Marco Pantani, che su queste strade sovente si allenava prima delle sue grandi imprese nelle corse a tappe.

### La Città del Sole
A metà del XVI secolo Cosimo de' Medici iniziò i lavori per un suo ambizioso quanto proibitivo progetto: edificare sull'altopiano del Sasso Simone una città-fortezza, a strapiombo sulla sottostante foresta con al suo interno tutto ciò che potesse servire allo svolgimento della vita comune. Il tutto finalizzato ad ottenere il controllo sui ducati e le contee confinanti, come si legge dalle cronache dell'epoca:
"Il Sasso è luogo della massima importanza perché è elevatissimo e inespugnabile, e perché sta sui confini del piviere di Sestino, del duca d'Urbino, dei conti Giovanni e Ugo di Carpegna, del conte Carlo di Piagnano, della Chiesa e di Rimini e perché chi vi edificasse un castello, come un leone fortissimo potrebbe annientare tutti gli altri castelli e luoghi circostanti senza timore di attacchi. In caso di timor di guerra è possibile specialmente di notte far segnali a Montauto di Perugia, al monte di Assisi, a Recanati, a Sassoferrato e a molte altre terre della Chiesa: in una notte si arriva di rocca in rocca a trasmettere il segnale fino a Roma e di lassù è anche possibile vedere molti luoghi della Dalmazia".
I lavori di edificazione delle strutture per ospitare oltre 300 abitanti iniziarono il 14 luglio 1566 ma Cosimo de' Medici, che probabilmente si ispirava alla vicina fortezza di San Leo, non aveva probabilmente considerato l'altitudine più che doppia del Sasso Simone. I 1200 metri infatti si fecero sentire nei gelidi inverni e tanto gli abitanti quanto i soldati resistevano sempre più malvolentieri sulla Città del Sole.
La "piccola glaciazione" di inizio '600, che portò con sé inverni sempre più lunghi e freddi, spense gradualmente il sogno mediceo e nel 1674 la città era completamente diroccata.
Di quell'ambizioso progetto sono tuttavia ancora visibili alcune parti delle murature e le cisterne sotterranee, ancora stagne e piene d'acqua.

### Il Villaggio Palafitticolo
A poche centinaia di metri dalla Pieve di Carpegna, sono stati ritrovati reperti risalenti al tardo Bronzo Antico, probabili tracce di un villaggio palafitticolo. Al momento è in fase di studio il recupero della zona, dopo che gli scavi vennero coperti alcuni anni fa per la mancanza di fondi.

## Aree naturali

### Il Monte Carpegna
Riconoscibile fin dalla costa adriatica per via delle sue striature calcaree, il monte Carpegna svetta sul Montefeltro fino a 1415 m s.l.m.
La fitta vegetazione è prevalentemente popolata da pini neri d'Austria e abeti, frutto di un rimboschimento dei primi anni del '900, quando l'ammasso montuoso era pressoché spoglio di vegetazione e costituiva quindi un pericolo per l'abitato di Carpegna.
Anche il monte Carpegna è all'interno del Parco Interregionale del Sasso Simone e Simoncello e come i due ammassi rocciosi è meta di escursionismo, con numerosi sentieri che si intrecciano e portano ai prati sommitali, da cui è possibile godere di un'ampia veduta della costa adriatica, da Ravenna al Conero e, nelle giornate più limpide, scorgere perfino i Sibillini o uno scorcio umbro nei pressi di Gubbio.
In particolare il monte è meta di ciclisti che scalano i 22 tornanti che dal centro del paese portano sulla vetta e sono stati per anni terreno di allenamento del grande Marco Pantani.

### I Sassi Simone e Simoncello
Gli ammassi rocciosi del Sasso Simone e Simoncello, con il loro profilo unico, sono senza dubbio la caratteristica peculiare di Carpegna e dell'intero Montefeltro.
L'origine di questi ammassi rocciosi deriva dal deposito di sedimenti marini che sono affiorati e traslati dall'area tirrenica frammentandosi lungo la costa appenninica, dal Casentino al Monte Fumaiolo e fino al Monte Titano.
L'origine del nome sembra sia da attribuirsi ad un eremita, Simone appunto, che su questo altopiano stabilì la sua dimora spirituale.
Dal 1994 il Sasso Simone (1204 m s.l.m.) e Simoncello (1221 m s.l.m.) fanno parte e danno il nome al Parco Interregionale del Sasso Simone e Simoncello, che si estende per oltre 5.000 ettari nei comuni di Carpegna, Frontino, Montecopiolo (RN), Pennabilli (RN), Piandimeleto e Pietrarubbia e alla Riserva Naturale del Sasso Simone nel comune di Sestino (AR).
Da Carpegna partono tre sentieri principali per il Sasso Simone e Simoncello, CAI 119, CAI 17, CAI 118, con caratteristiche, lunghezze e topografia completamente differenti l'uno dall'altro.

## Società

### Evoluzione demografica
Abitanti censiti

### Etnie e minoranze straniere
Secondo i dati ISTAT al 1º gennaio 2023 la popolazione straniera residente era di 178 persone e rappresentava il 10,9% della popolazione residente. Le comunità straniere più numerose sono:
1. Bulgaria, 23 (12,92%)
2. Nigeria, 22 (12,36%)
3. Macedonia del Nord, 18 (10,11%)
4. Romania, 17 (9,55%)
5. Albania, 16 (8,99%)
6. Marocco, 16 (8,99%)
7. Senegal, 15 (8,43%)

## Cultura

### Istruzione

#### Scuole
Vi sono una scuola dell'infanzia, una primaria ed una secondaria di primo grado dell'Istituto Comprensivo "Raffaello Sanzio" di Macerata Feltria.

### Cucina
La località è famosa anche per il suo tipico Prosciutto di Carpegna San Leo DOP, uno degli otto prosciutti a denominazione di origine protetta d'Italia.
La posizione di confine tra Marche, Emilia-Romagna, Umbria e Toscana ha fatto sì che le tradizioni gastronomiche nel tempo si mescolassero, creando piccole varianti dei piatti tipici di queste regioni.

### Eventi
Festival "Cultura d'Estate"
Dal 2005 nel mese di agosto si svolge il festival "Cultura d'Estate", organizzato dall'Assessorato alla Cultura in collaborazione con la Proloco del paese. Il festival ospita maggiormente artisti, musicisti, scrittori della zona del Montefeltro o che abbiano opere legate al paese di Carpegna.

## Amministrazione
| Periodo         | Periodo         | Primo cittadino    | Partito                       | Carica                     | Note          |
| --------------- | --------------- | ------------------ | ----------------------------- | -------------------------- | ------------- |
| 20 giugno 1985  | 19 maggio 1990  | Gino Salucci       | Democrazia Cristiana          | Sindaco                    | [ 20 ]        |
| 19 maggio 1990  | 24 aprile 1995  | Lino Santarelli    | Lista civica                  | Sindaco                    | [ 20 ]        |
| 24 aprile 1995  | 15 gennaio 1999 | Lino Santarelli    | Partito Repubblicano Italiano | Sindaco                    | [ 20 ]        |
| 15 gennaio 1999 | 14 giugno 1999  | Ivan Agostini      | Alleanza Nazionale            | Vicesindaco - Sindaco f.f. | [ 20 ]        |
| 14 giugno 1999  | 13 giugno 2004  | Ivan Agostini      | Centro                        | Sindaco                    | [ 20 ]        |
| 13 giugno 2004  | 8 giugno 2009   | Gianfranco Soriani | Per il mio paese              | Sindaco                    | [ 20 ]        |
| 8 giugno 2009   | 26 maggio 2014  | Angelo Francioni   | Obiettivo Carpegna            | Sindaco                    | [ 20 ]        |
| 26 maggio 2014  | 27 maggio 2019  | Angelo Francioni   | Lista civica                  | Sindaco                    | [ 20 ] [ 22 ] |
| 27 maggio 2019  | 10 giugno 2024  | Mirco Ruggeri      | Per Carpegna                  | Sindaco                    |               |
| 10 giugno 2024  | in carica       | Mirco Ruggeri      | Lista civica                  | Sindaco                    | [ 20 ]        |

È sede dell'Unione montana del Montefeltro.

## Sport
Sono presenti squadre di calcio (A.S.D.Carpegna), basket (Basket Montefeltro) e pallavolo (Carpegna Volley), nonché un gruppo ciclistico (Gruppo Ciclistico C.F. Light Division), un gruppo di karate (Mi-Eli Karate) e un circolo ippico (Circolo Ippico Montefeltro).
La principale squadra di calcio della città è l'Associazione Sportiva Carpegna che milita in Seconda Categoria. Fondata nel 1972 l'A.S.Carpegna, divenuta poi A.S.D.Carpegna in seguito a disposizione legislativa per Associazioni Dilettantistiche, ha da sempre rappresentato il calcio a Carpegna.
Per quel che riguarda gli eventi sportivi a Carpegna si disputano eventi di livello nazionale come la Granfondo MTB "Il Carpegna mi basta", dedicata a Marco Pantani, e la Gara podistica "Giro del Monte Carpegna", entrambi organizzati dalla Pro Loco Carpegna.
Mentre la Polisportiva "Mirka Santini" coordina le squadre di pallavolo e pallacanestro.
La posizione geografica e il mite clima estivo fanno di Carpegna una meta ideale per ritiri estivi e organizzazione di camp didattici di squadre sportive, di ogni disciplina e per tutte le età.